# Belägringen av Stralsund (1678)
Belägringen av Stralsund ägde rum mellan 20 september och 11 oktober 1678 under Skånska kriget. Brandenburgska trupper, under befäl av kurfurste Fredrik Vilhelm I, inledde en belägring av den svenska staden Stralsund i Svenska Pommern den 20 september, som försvarades av fältmarskalk Otto Wilhelm Königsmarck. Efter flera dagars bombardemang ödelades stora delar av staden, vilket fick Königsmarck och de svenska försvararna att kapitulera den 11 oktober. Återstoden av Svenska Pommern erövrades av Brandenburg under slutet av året, men det mesta av provinsen, inklusive Stralsund, återgavs till Sverige efter villkoren i freden i Saint-Germain och freden i Lund, som slöts år 1679.